# Martin W. Littleton
Martin Wiley Littleton (ur. 12 stycznia 1872 w Kingston, zm. 19 grudnia 1934 w Mineola) – amerykański polityk, członek Partii Demokratycznej.

## Działalność polityczna
W okresie od 4 marca 1911 do 3 marca 1913 przez jedną kadencję był przedstawicielem 1. okręgu wyborczego w stanie Nowy Jork w Izbie Reprezentantów Stanów Zjednoczonych.